# Площа Музейна
Пло́ща Музе́йна — площа в історичному центрі Львова, обмежена вулицями Івана Федорова і Підвальною та розташована між Домініканським костелом, Ставропігійським інститутом і пам'ятником Іванові Федорову. Має сполучення з площею Ринок через вулицю Ставропігійську.

## Історія
Ще в XIII—XIV століттях на сучасній площі існував Домініканський монастир з костелом Божого Тіла, споруджених в середині XVIII століття. Від того часу площа називалася Домініканською й ця назва збереглася до 1945 року.
Від жовтня 1945 року — площа Максима Залізняка, на честь на честь Максима Залізняка, керівника гайдамацького повстання 1768—1769 років, відомого як Коліївщина, в грудні того ж року повернена історична назва — площа Домініканська. Упродовж 1946—1993 років — площа Ставропігійська, на честь Ставропігійського інституту, розташованого поряд. Сучасна назва від 1993 року — площа Музейна, обґрунтована тим, що поряд із собором в приміщеннях келій колишнього Домініканського монастиря розташований музей історії релігії (за радянських часів — музей історії релігії і атеїзму).
2006 року на площі встановили пам'ятник лемківському художникові Никифорові Дровняку. На цьому місці від середньовічних й до кінця XVIII століття було дві паралельних вулиці — Зацерковна та Криве Коло. Через аварійний стан будинків на цьому місці їх поступово розбирали й остаточно знесли квартал наприкінці 1920-х років. Тоді ж цей простір вирішили не забудовувати й облаштували там сквер.

## Галерея

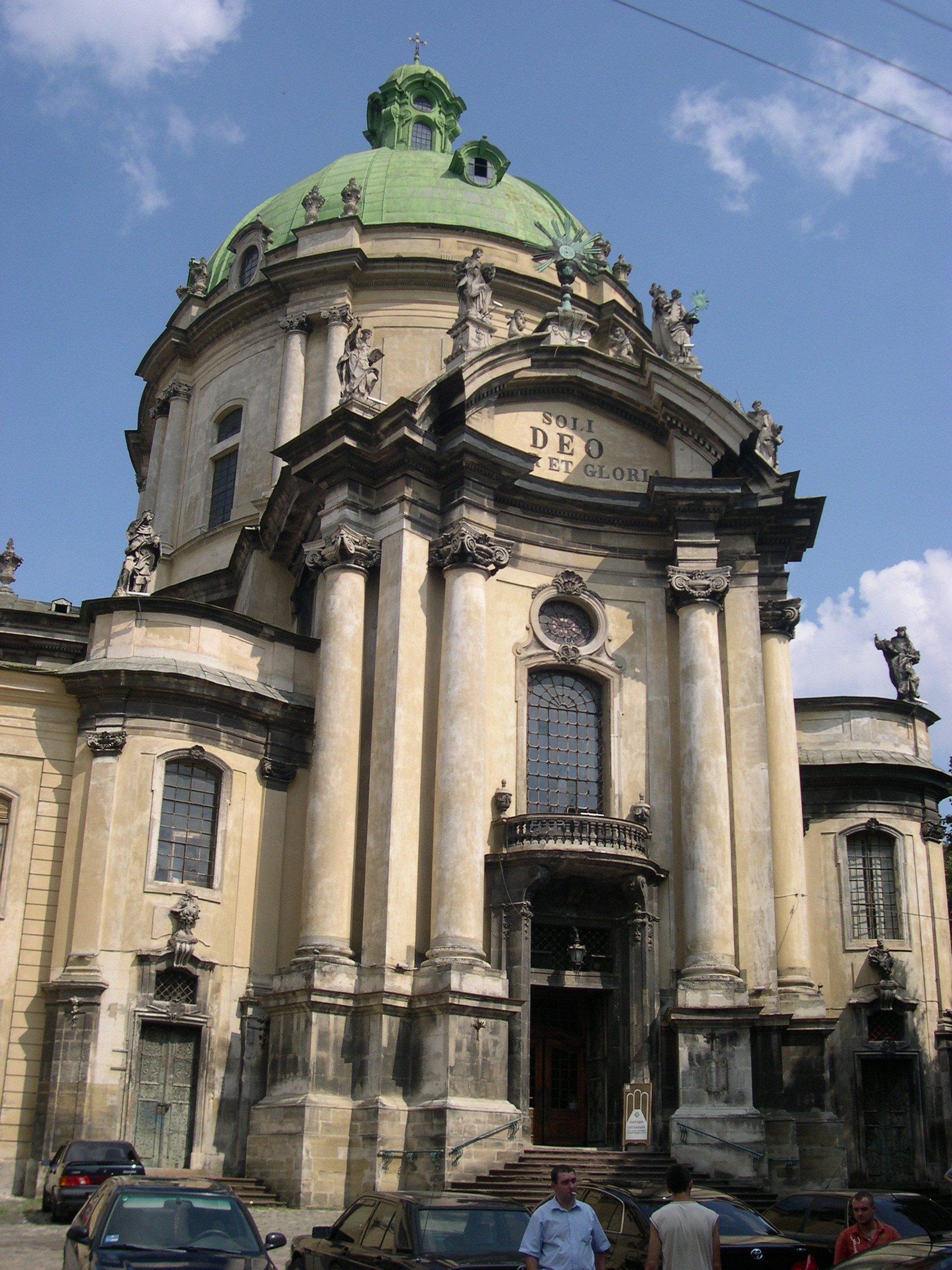
Домініканський костел — головна споруда на площі Музейній
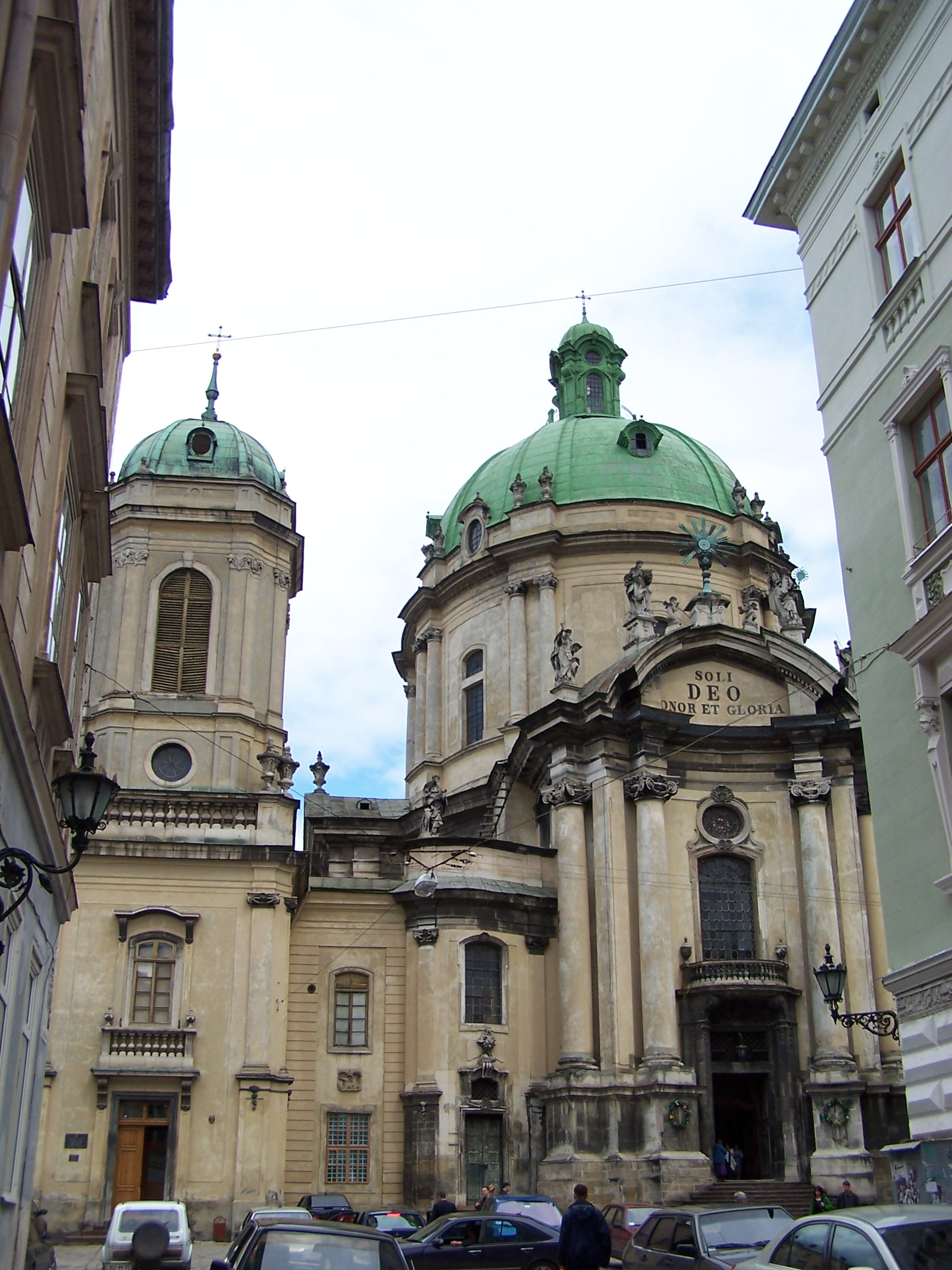
Вигляд на Домініканський костел з вулиці Ставропігійської
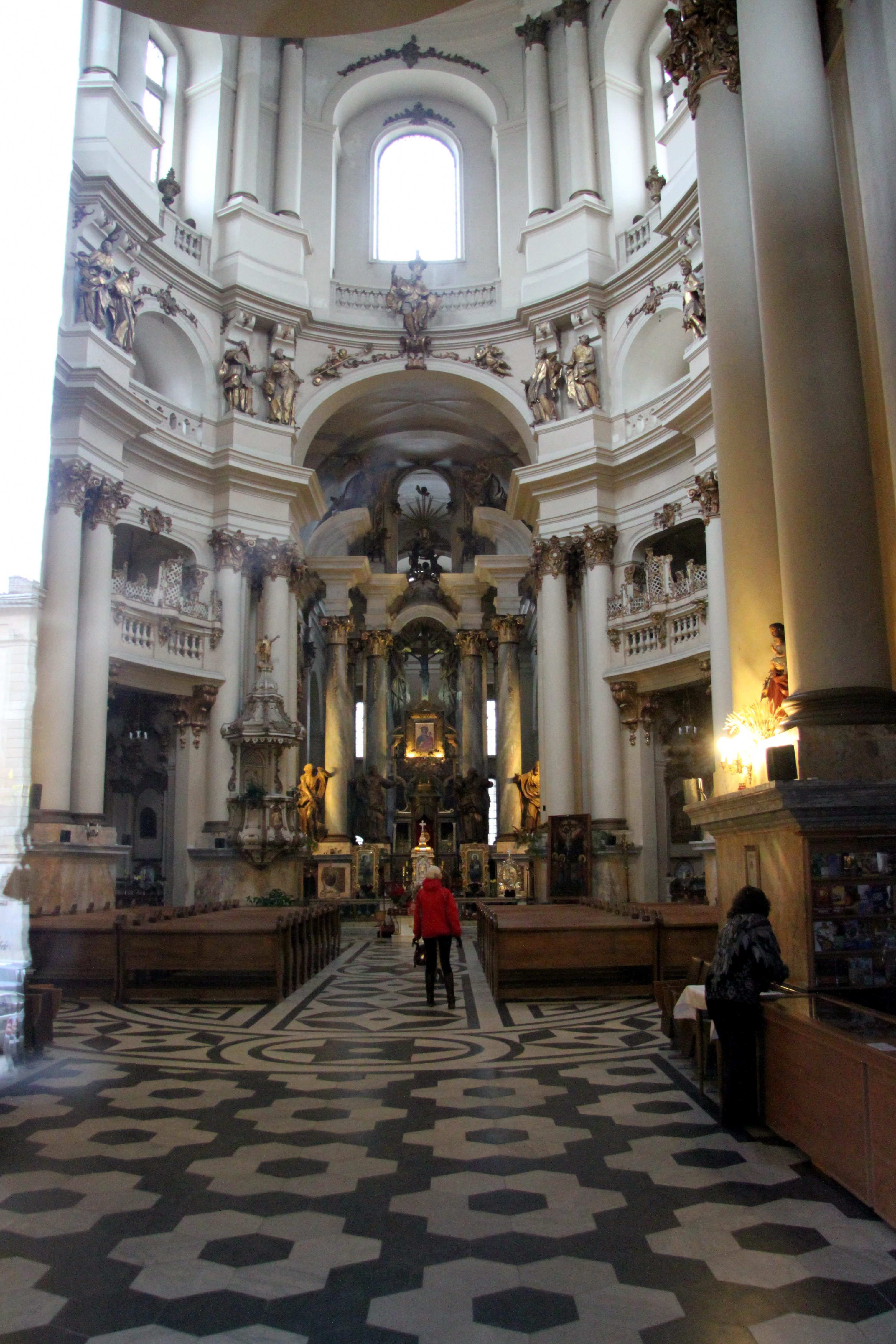
Інтер'єр храму  Пресвятої Євхаристії
Пам'ятник Іванові Федорову